# Temuera Morrison
Temuera Jack Nicolas David Morrison (ur. 26 grudnia 1960 w Rotorua) – nowozelandzki aktor filmowy, telewizyjny i głosowy, najbardziej znany z roli Jango Fetta i klonów w filmach z serii Gwiezdne Wojny. Użyczył również głosu Bobie Fettowi w nowej wersji filmu Gwiezdne Wojny: Imperium Kontratakuje, zastępując Jasona Wingreena (który użyczył głosu Bobie Fettowi w oryginalnej wersji filmu). Zasłynął też rolą Jake’a Heke’a w filmie Tylko instynkt, a także rolą doktora Hone’a Ropaty w operze mydlanej Shortland Street. Syn Hany (z domu Stafford) i muzyka Laurie Morrisonów. Jego siostra Taini Morrison była artystką maoryską, a jego wujek Howard Leslie Morrison był wybitnym muzykiem estradowym.

## Filmografia
| Rok  | Tytuł                                        | Tytuł oryginalny                                      | Rola                        |
| ---- | -------------------------------------------- | ----------------------------------------------------- | --------------------------- |
| 2023 | Aquaman i Zaginione Królestwo                | Aquaman and the Lost Kingdom                          | Thomas Curry                |
| 2022 | Obi-Wan Kenobi                               |                                                       | Żołnierze-klony             |
| 2021 | Księga Boby Fetta                            | The Book of Boba Fett                                 | Boba Fett                   |
| 2020 | The Mandalorian                              |                                                       | Boba Fett                   |
| 2018 | Aquaman                                      |                                                       | Thomas Curry                |
| 2016 | Hard Target 2 (wideo)                        |                                                       |                             |
| 2016 | The Osiris Child: Science Fiction Volume One |                                                       | Warden Mourdain             |
| 2016 | Patriarcha                                   | 'Mahana                                               | Dziadek Mahana              |
| 2015 | Tatau (miniserial 2015–)                     |                                                       | Anaru Vaipiti               |
| 2013 | Mt. Zion                                     |                                                       | Ojciec                      |
| 2012 | Król Skorpion 3: Odkupienie                  | The Scorpion King 3: Battle for Redemption (wideo)    | Ramusan                     |
| 2012 | Świeże mięso                                 | Fresh Meat                                            | Hemi Crane                  |
| 2011 | Green Lantern                                |                                                       | Abin Sur                    |
| 2011 | Spartakus: Bogowie areny                     | Spartacus: Gods of the Arena (miniserial 2011–)       | Doctore                     |
| 2010 | Tracker                                      |                                                       | Kereama                     |
| 2009 | Kapitana Drake’a wyprawa po nieśmiertelność  | The Immortal Voyage of Captain Drake (TV)             | Don Sandovate               |
| 2009 | Raj dla par                                  | Couples Retreat                                       | Briggs                      |
| 2009 | W cywilu 2                                   | The Marine 2 (wideo)                                  | Damo                        |
| 2005 | Gwiezdne wojny: część III – Zemsta Sithów    | Star Wars: Episode III – Revenge of the Sith          | Żołnierze-klony             |
| 2005 | River Queen                                  |                                                       | Te Kai Po                   |
| 2004 | Blueberry                                    |                                                       | Runi                        |
| 2004 | Kraina szczęścia                             | The Beautiful Country                                 | Żmijogłów                   |
| 2002 | Gwiezdne wojny: część II – Atak klonów       | Star Wars: Episode II – Attack of the Clones          | Jango Fett, żołnierze-klony |
| 2002 | Mataku (serial TV 2002 –)                    |                                                       | Gospodarz                   |
| 2001 | Crooked Earth                                |                                                       | Will Bastion                |
| 2000 | Granice wytrzymałości                        | Vertical Limit                                        | Major Rasul                 |
| 2000 | Ihaka                                        | Ihaka: Blunt Instrument (TV)                          | Tito Ihaka                  |
| 1999 | Droga straceńców                             | What Becomes Of The Broken Hearted?                   | Jake Heke                   |
| 1999 | Od zmierzchu do świtu 3: Córka kata          | From Dusk Till Dawn 3: The Hangman’s Daughter (wideo) | Kat                         |
| 1999 | Niewinne kłamstwa                            | Little White Lies                                     | Tim                         |
| 1998 | Sześć dni, siedem nocy                       | Six Days Seven Nights                                 | Jager                       |
| 1997 | Speed 2: Wyścig z czasem                     | Speed 2: Cruise Control                               | Juliano                     |
| 1996 | Wyspa doktora Moreau                         | The Island of Dr. Moreau                              | Azazello                    |
| 1996 | Żyleta                                       | Barb Wire                                             | Axel Hood                   |
| 1994 | Tylko instynkt                               | Once Were Warriors                                    | Jake Heke                   |
| 1990 | Mściciel                                     | The Grasscutter                                       | Detektyw Sierżant Harris    |
| 1988 | Never Say Die                                |                                                       | Alf Winters                 |
| 1988 | Mauri                                        |                                                       | Młody glina                 |
| 1987 | Gloss (serial TV 1987–1990)                  |                                                       | Sean                        |
| 1987 | Awanturnik                                   | Adventurer (serial TV 1987–)                          | Maru                        |
| 1984 | Other Halves                                 |                                                       | Tony                        |
| 1972 | Rangi’s Catch                                |                                                       | Rangi                       |